# Maj Trang Olson

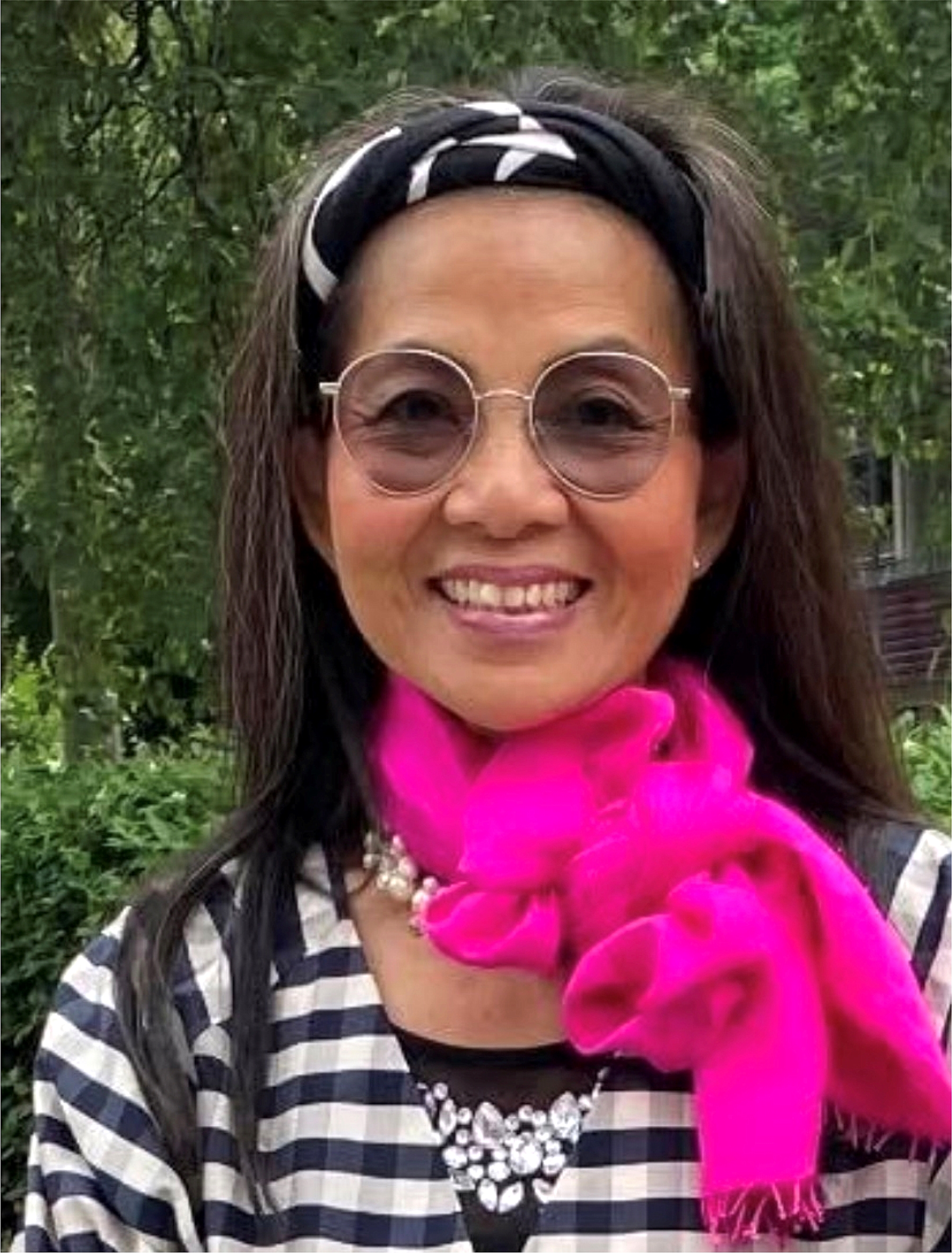
Maj Trang Olson

Maj Trang Olson (tidigare Fredriksson), född den 8 maj 1956 i Hanoi, Vietnam, är en svensk bildkonstnär och landskapsmålare. Hon är numera verksam i Örebro under artistnamnet Maj Trang Art men under många år har Venedig i Italien varit utgångspunkt för hennes konstnärskap.
Hennes målningar är starkt färgade av den asiatiska kulturen och återger dramatik och skönhet hos människor och natur som resulterat i en egen stil, full av fantasi och intensiva känslor. Hon har inspirerats av minnen och intryck från det dagliga livet i Vietnam och Europa men också av bildkonstens stora mästare.
Maj Trang Olsons konstverk har sedan 1980-talet ställts ut på museer och gallerier i bl.a. Hanoi, Venedig, Genua, Milano, Bergamo och Stockholm.

## Biografi

Maj Trang 2017 med det porträtt som Bui Xuan Phai målade den 31 mars 1988.

Nguyen Thi Mai Trang föddes i en konstnärsfamilj i Hanoi, Vietnam, som ett av sju syskon. Hennes måleri har präglats av familjens stora passion för konst och musik men också av den svåra uppväxten under Vietnamkriget som pågick till dess hon var 19 år. Efter att under en tid ha arbetat på svenskprojektet Bai Bang, lämnade hon landet 1990.
Hennes far, känd under artistnamnet Hong Van, blev känd för sina porträtt av den nordvietnamesiske presidenten Ho Chi Minh, vilka än idag hänger i offentliga byggnader runt om i landet. Två av hennes bröder, Nguyen Hong Hung och Van Thuyet, har också blivit kända som skulptörer och bildkonstnärer i Vietnam.
Den sista tavla som den berömde vietnamesiske konstnären Bui Xuan Phai målade strax före sin död 1988 var ett porträtt av Maj Trang som senare ibland kallats Vietnams Mona Lisa. Den unika tavlan har sedan alltid uppmärksammas i samband med Maj Trangs egna utställningar i Vietnam.

## Galleri (Urval)

Lady Eta. Olja på duk 90x110 cm. Privat kollektion, EtasDesign.se, Örebro
Venice hot. Olja på duk 70x90 cm
Solnedgång över båthamnen. Olja på duk 100x100 cm
Frihet. Olja på duk 75x90 cm
Stillhet och lycka. Olja på duk 75x100 cm
Teknikstudie. Utsnitt ur "Stillhet och lycka".
Hopp. Olja på duk 80x100 cm
Skogsblomma. Olja på duk 80x100 cm
Follow the dream, Olja på duk 80x100 cm
Hoàn Kiếm Lake Hanoi. Olja på duk 95x110 cm
Ha Long Bay. Olja på duk 80 x100 cm
America's Cup i Venedig 2012. Olja på duk 85 x 134,5 cm

## Utställningar
- 09/2024  Utställning till minne av konstnären Bui Xuan Phai, Exhibition Centre of the Vietnamese Fine Arts Association, Hanoi, Vietnam

- 09/2019  Utställning i Galleri-O, Bertil Andersson, Örebro

- 04/2018  Utställning i Sala Manzu, City Committee Province of Bergamo, Italien

- 01/2018  Utställning i Hanoi, Vietnam, med Bui Xuan Phais porträtt av Maj Trang. Möte med konstsamlaren Nguyen Manh Phuc och Mr. Luong Xuan Doan, President of Vietnam Fine Arts Association.

- 06/2017  Utställning med konstsamlaren Nguyen Manh Phuc, Hanoi, Vietnam

- 07/2016  Wadköping Örebro

- 10/2015  Kulturhuset Örebro

- 04/2015  Al Bacaro da NOAH, Venedig, Italien

- 05/2014  Tango & Art Exhibition, Fotostudio Jini Sofia, Stockholm

- 03/2014  6th Assemblea Nazionale Unione Piloti, Venedig, Italien

- 02/2014  Vietnamesiska ambassaden i Stockholm. 45th Anniversary of the Establishment of Diplomatic Relations between Vietnam and Sweden (1969- 2014), Sheraton Hotel, Stockholm

- 12/2013  Genua kommun, Italien

- 11/2013  Grande Albergo Ansonia & Hungaria in Lido, Venedig, Italien

- 10/2013  Museum of the Risorgimento-Palazzo-Moriggia, Milano, Italien

- 07/2013  San Leonardo Exhibition Room, Venedigs kommun, Italien

- 11/2012  Galleria Bottega D´-Arte. San Marco, Venedig, Italien

- 06/2012  Art Shop. Storgatan, Örebro

- 10/2011  Exhibition Centre of the Vietnamese Fine Art Association, Hanoi, Vietnam

- 07/2011  Alberoni, Lido, Venedig, Italien

- 04/2011  Galleri 19. Örebro

- 10/2010  Galleria Delle Cornici, Lido, Venedig, Italien

- 07/2010  Wadköping Örebro

- 03/2010  Kulturhuset Örebro

- 06/1989  Galleria Hoan Kiem Lake, Hanoi, Vietnam